# Lanchester (Anglia)
Lanchester – wieś i civil parish w Anglii, w hrabstwie Durham. Leży 13 km na północny zachód od miasta Durham i 384 km na północ od Londynu. W 2011 roku civil parish liczyła 4054 mieszkańców.